# ロンキス
ロンキス（伊: Ronchis）は、イタリア共和国フリウリ＝ヴェネツィア・ジュリア州ウーディネ県にある、人口約1,900人の基礎自治体（コムーネ）。

## 地理

### 位置・広がり

#### 隣接コムーネ
隣接するコムーネは以下の通り。括弧内のVEはヴェネツィア県（ヴェネト州）所属を示す。
- ラティザーナ
- パラッツォーロ・デッロ・ステッラ
- リヴィニャーノ・テオール
- サン・ミケーレ・アル・タリアメント (VE)
- ヴァルモ

### 気候分類・地震分類
ロンキスにおけるイタリアの気候分類 (it) および度日は、zona E, 2404 GGである。
また、イタリアの地震リスク階級 (it) では、zona 3 (sismicità bassa) に分類される。